# أبشور (سياهو)
أبشور (بالفارسية: آبشور) هي قرية تقع في إيران في قسم سیاهو الريفي. يقدر عدد سكانها بـ 79 نسمة بحسب إحصاء 2016.